# Dendrobium ruttenii
Dendrobium ruttenii är en orkidéart som beskrevs av Johannes Jacobus Smith. Dendrobium ruttenii ingår i släktet Dendrobium, och familjen orkidéer. Inga underarter finns listade i Catalogue of Life.